# 短頭蠕蛇鰻
短頭蠕蛇鰻，為輻鰭魚綱鰻鱺目糯鰻亞目蛇鰻科的其中一種，分布於澳洲海域，棲息深度可達156公尺，體長可達60公分，棲息在泥底質海域，會掘洞而居，屬肉食性，生活習性不明。

## 擴展閱讀
維基物種上的相關：短頭蠕蛇鰻